# Гельбедюндорф
Гельбедюндорф (нім. Helbedündorf) — громада в Німеччині, розташована в землі Тюрингія. Входить до складу району Киффгойзер.
Площа — 96,30 км2. Населення становить 2176 ос. (станом на 31 грудня 2021).